# Karl Krziwanek

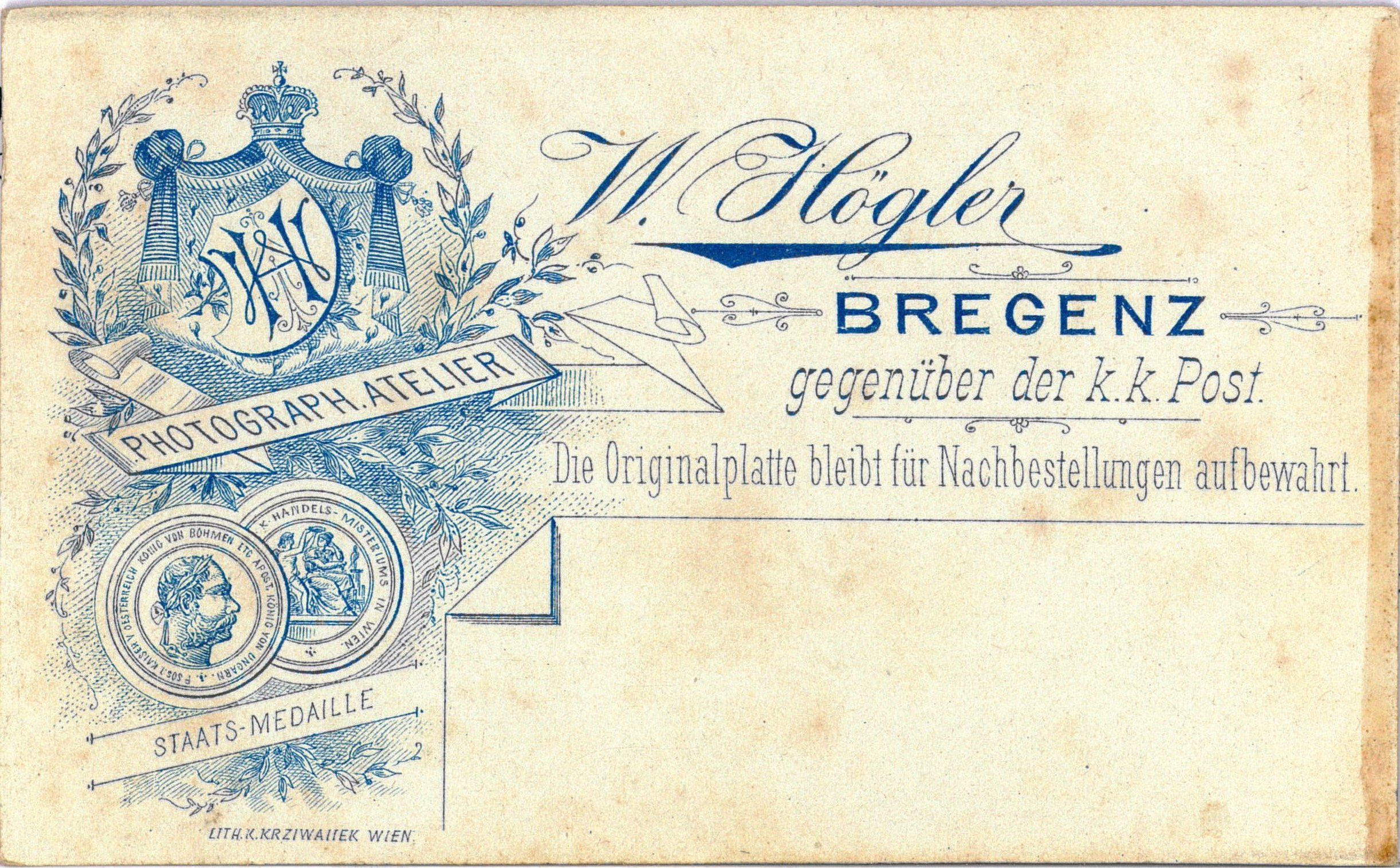
Revers einer Carte de Visite für W. Högler in Bregenz; Lithografie von „K. Krziwanek, Wien“

Karl Krziwanek (* 11. Mai 1834 in der Jägerzeile, heute zu Wien; † 25. September 1874 in Wien) war ein österreichischer Händler für die Ausstattung von fotografischen Ateliers und Besitzer einer lithografischen Anstalt. Er war zu Lebzeiten Inhaber der Einzelfirma „Karl Krziwanek“, die nach seinem Tod weitergeführt wurde.

## Leben und Werk

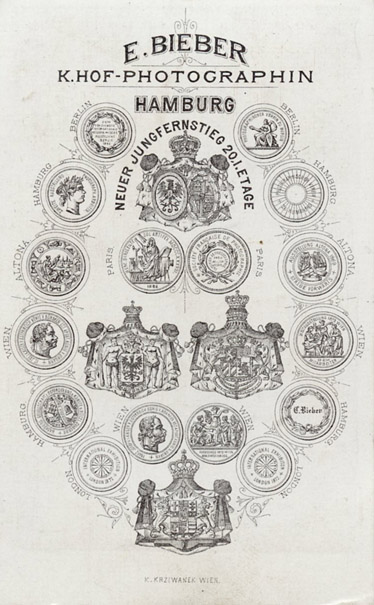
Revers einer CdV des Atelier E. Bieber um 1875

Karl Krziwanek war der Sohn des Johann Ludwig Krziwanek (1795–1861), aus Böhmen gebürtig, Doktor der Rechte, Mitglied der Juridischen Fakultät Wien, Landrichter und Glasfabrikant in Janstein, und der Barbara, geb. Hafenbrädl (Glasmacherstochter). Sein Bruder war der in Wien tätige Fotograf und Erfinder Rudolf Krziwanek (1843–1905).
Karl Krziwanek schuf für seine Firma zwei Standbeine. Von Beginn an betrieb er eine lithographische Anstalt. Hier wurden Kartons geschnitten und die Revers gestaltet. Kartons waren als Unterlage für die hauchdünnen Photopapiere notwendig, die die Neigung hatten, sich aufzurollen. Im Laufe der Zeit handelte er zusätzlich mit Ausstattungen für photographischen Ateliers wie Hintergründe, Mobiliar und anderer Einrichtungsgegenstände. Dafür wurde Krziwanek auf der dritten photographischen Ausstellung 1868 in Hamburg prämiert. Im Laufe der Jahre kamen Objektive, Kameras und Zubehör hinzu. Platten, Fotopapiere und Chemikalien hatte er ebenso im Angebot.
Karl Krziwaneks Firma wurde zu dem Zeitpunkt gegründet, als die Carte de Visite sich als das geläufigste Format für Photographien durchzusetzen begann. Das begründete den Erfolg des Unternehmens in den Anfangsjahren. Krziwaneks Firma lieferte 1867 für die Wiener Fotografen rund 1,5 Millionen „Visitkartons“ aus.
Karl Krziwanek war Mitglied der Photographischen Gesellschaft in Wien und zeitweilig deren Kassenprüfer und Mitglied im Comité.

## Firma Karl Krziwanek oder K. Krziwanek
Nach dem Tod von Karl Krziwanek wurde seine Frau Leonie Inhaberin der 1860 gegründeten Firma. Als Prokurist war Franz Exner 1875 eingetragen. Mindestens bis zum Jahr 1900 blieb er Mitarbeiter in leitender Funktion. Als Leiter der lithographischen Anstalt zeichnete Herr Gärtner verantwortlich. Im Jahr 1900 feierte er sein 25-jähriges Jubiläum. Als Prokuristen zeichneten zeitweilig Heinrich Tausenau († 1891) und Jean Mainguet verantwortlich. Ein weiterer Mitarbeiter war Julius Türk.
Die gesellschaftlichen Verhältnisse sind nicht aufgeklärt. Um das Jahr 1880 wurde der Rechtsanwalt Carl Ritter von Tarnóczy-Sprinzenberg zeitweilig als Geschäftsführer genannt. Nachdem Karl Beck, Buchhalter in Fa. Kühle & Milesche und der Reisende Johann Prihoda 1907 die Firma „Prihoda & Beck“ mit dem Ziel, mit photographischen Bedarfsartikeln zu handeln, gegründet hatten, übernahmen sie im selben Jahr  die Firma „Karl Krziwanek“. Der Name „Karl Krziwanek Nachf. Prihoda & Beck“ blieb noch ein paar Jahre erhalten.

### Veröffentlichung
- Die Camée-Medaillon-Visitkarte, in: Photographische Correspondenz VII. Band, Wien 1870, S. 199–200.

### Werbliche Anzeigen
- Anzeige in Photographische Correspondenz, 5. Jg. 1868, unpag., (S. 168), (Digitalisat)
- Anzeige in Photographische Correspondenz, 6. Jg. 1869, gegenüber S. 17, (Digitalisat).
- Anzeige in Photographische Correspondenz, 6. Jg. 1869, nach S. 70, (online)
- Anzeige in Photographische Correspondenz, 6. Jg. 1869, gegenüber S. 95, (Digitalisat)
- Anzeige in Photographische Correspondenz, 6. Jg. 1869, gegenüber S. 236, (online)
- Anzeige in Photographische Correspondenz, 8. Jg. 1871, gegenüber S. 252, (online)
- Anzeige der lithografische Anstalt in Photographische Correspondenz, 11. Jg. 1874, (Digitalisat)